# Brotherella
Brotherella är ett släkte av bladmossor. Brotherella ingår i familjen Sematophyllaceae.
Kladogram enligt Catalogue of Life:
| Brotherella | \| \| Brotherella amblystegia \| \| \| \| \| \| Brotherella complanata \| \| \| \| \| \| Brotherella coreana \| \| \| \| \| \| Brotherella crassipes \| \| \| \| \| \| Brotherella curvirostris \| \| \| \| \| \| Brotherella deplanatula \| \| \| \| \| \| Brotherella dixonii \| \| \| \| \| \| Brotherella erythrocaulis \| \| \| \| \| \| Brotherella falcata \| \| \| \| \| \| Brotherella fauriei \| \| \| \| \| \| Brotherella filiformis \| \| \| \| \| \| Brotherella henonii \| \| \| \| \| \| Brotherella herbacea \| \| \| \| \| \| Brotherella indosinensis \| \| \| \| \| \| Brotherella longipes \| \| \| \| \| \| Brotherella lorentziana \| \| \| \| \| \| Brotherella luzonensis \| \| \| \| \| \| Brotherella mercieri \| \| \| \| \| \| Brotherella minutula \| \| \| \| \| \| Brotherella nictans \| \| \| \| \| \| Brotherella opaeodon \| \| \| \| \| \| Brotherella pallida \| \| \| \| \| \| Brotherella propinqua \| \| \| \| \| \| Brotherella recurvans \| \| \| \| \| \| Brotherella roellii \| \| \| \| \| \| Brotherella subarcuata \| \| \| \| |
|             | \| \| Brotherella amblystegia \| \| \| \| \| \| Brotherella complanata \| \| \| \| \| \| Brotherella coreana \| \| \| \| \| \| Brotherella crassipes \| \| \| \| \| \| Brotherella curvirostris \| \| \| \| \| \| Brotherella deplanatula \| \| \| \| \| \| Brotherella dixonii \| \| \| \| \| \| Brotherella erythrocaulis \| \| \| \| \| \| Brotherella falcata \| \| \| \| \| \| Brotherella fauriei \| \| \| \| \| \| Brotherella filiformis \| \| \| \| \| \| Brotherella henonii \| \| \| \| \| \| Brotherella herbacea \| \| \| \| \| \| Brotherella indosinensis \| \| \| \| \| \| Brotherella longipes \| \| \| \| \| \| Brotherella lorentziana \| \| \| \| \| \| Brotherella luzonensis \| \| \| \| \| \| Brotherella mercieri \| \| \| \| \| \| Brotherella minutula \| \| \| \| \| \| Brotherella nictans \| \| \| \| \| \| Brotherella opaeodon \| \| \| \| \| \| Brotherella pallida \| \| \| \| \| \| Brotherella propinqua \| \| \| \| \| \| Brotherella recurvans \| \| \| \| \| \| Brotherella roellii \| \| \| \| \| \| Brotherella subarcuata \| \| \| \| |
|             | Brotherella amblystegia |
|             | |
|             | Brotherella complanata |
|             | |
|             | Brotherella coreana |
|             | |
|             | Brotherella crassipes |
|             | |
|             | Brotherella curvirostris |
|             | |
|             | Brotherella deplanatula |
|             | |
|             | Brotherella dixonii |
|             | |
|             | Brotherella erythrocaulis |
|             | |
|             | Brotherella falcata |
|             | |
|             | Brotherella fauriei |
|             | |
|             | Brotherella filiformis |
|             | |
|             | Brotherella henonii |
|             | |
|             | Brotherella herbacea |
|             | |
|             | Brotherella indosinensis |
|             | |
|             | Brotherella longipes |
|             | |
|             | Brotherella lorentziana |
|             | |
|             | Brotherella luzonensis |
|             | |
|             | Brotherella mercieri |
|             | |
|             | Brotherella minutula |
|             | |
|             | Brotherella nictans |
|             | |
|             | Brotherella opaeodon |
|             | |
|             | Brotherella pallida |
|             | |
|             | Brotherella propinqua |
|             | |
|             | Brotherella recurvans |
|             | |
|             | Brotherella roellii |
|             | |
|             | Brotherella subarcuata |
|             | |

## Bildgalleri

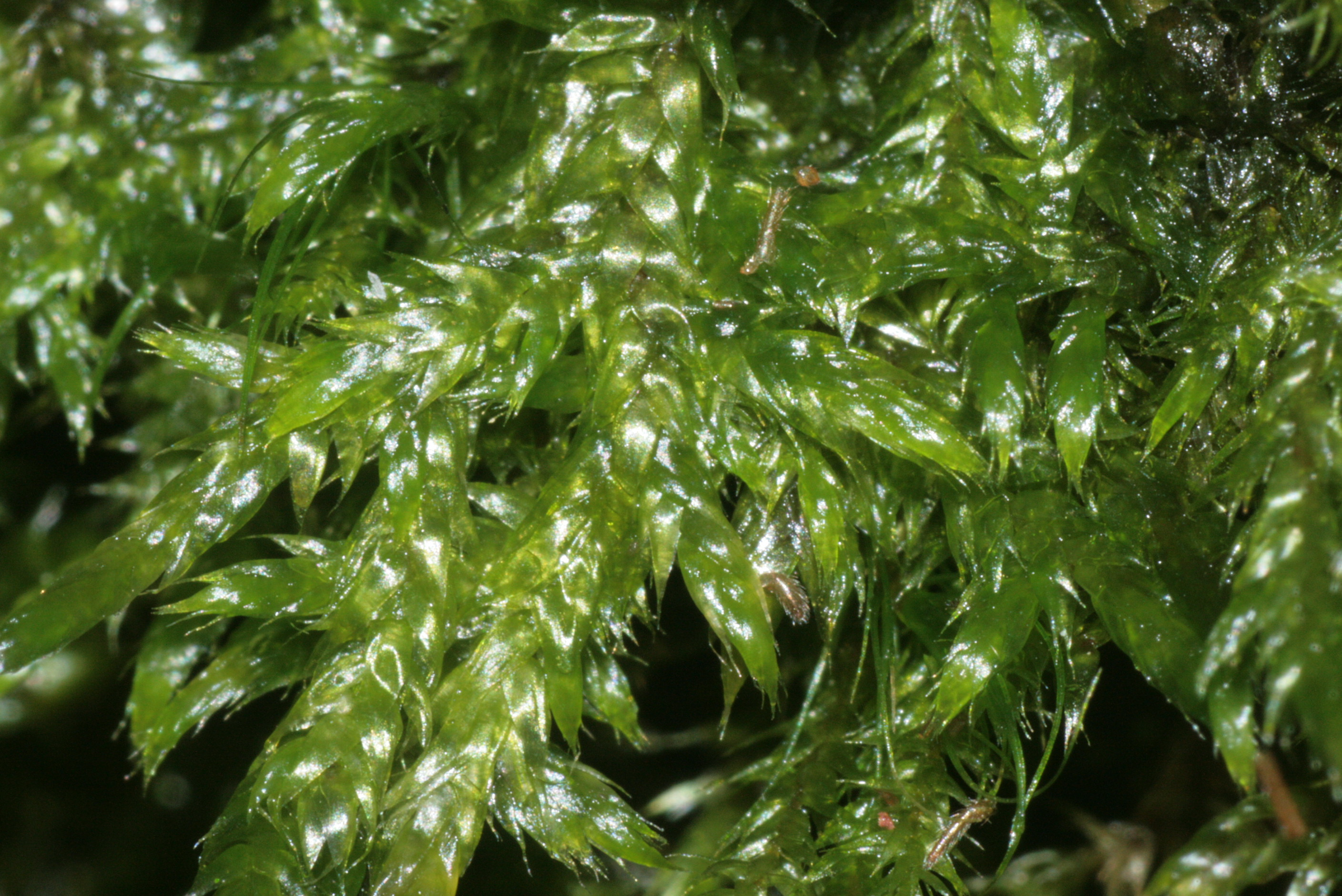
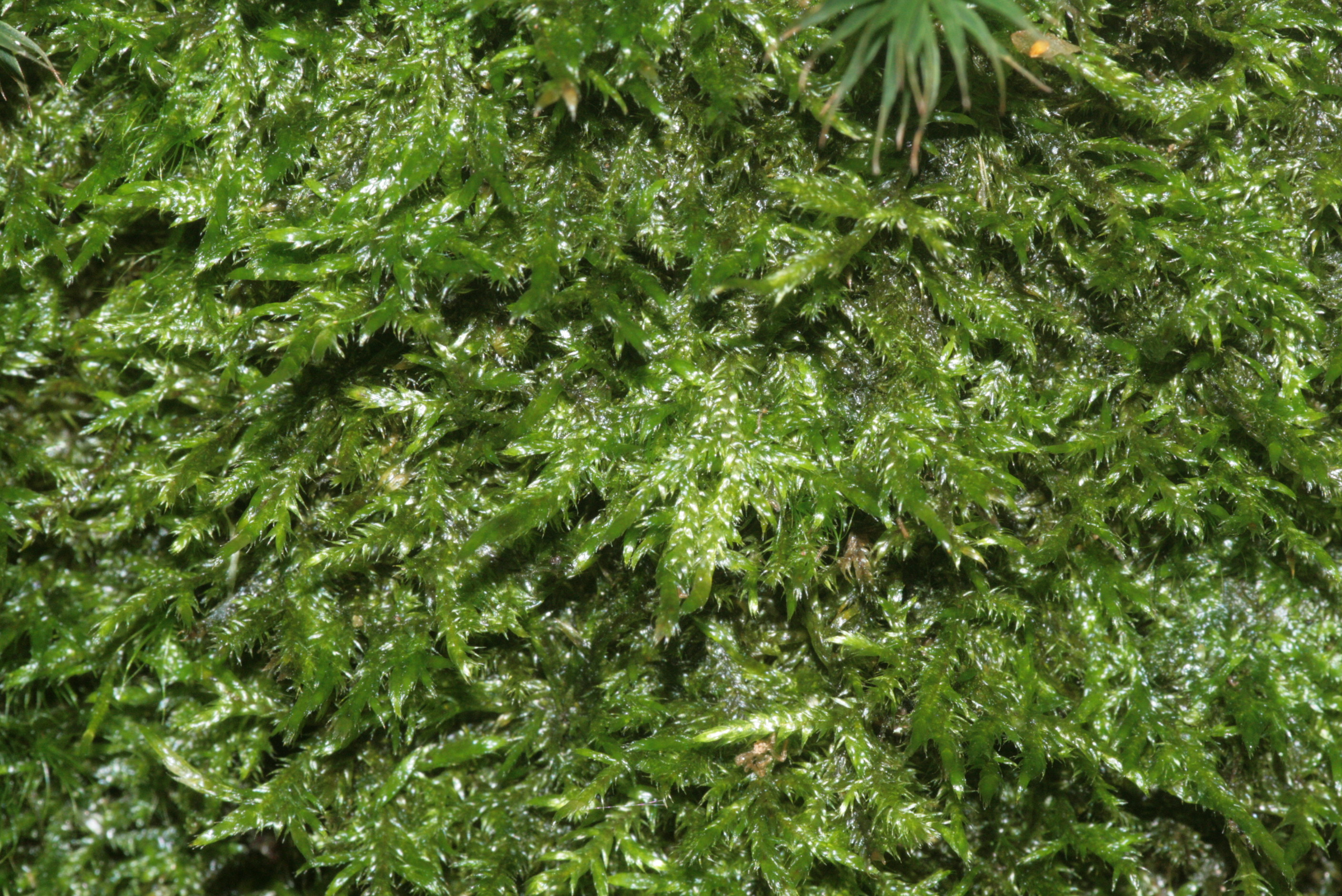
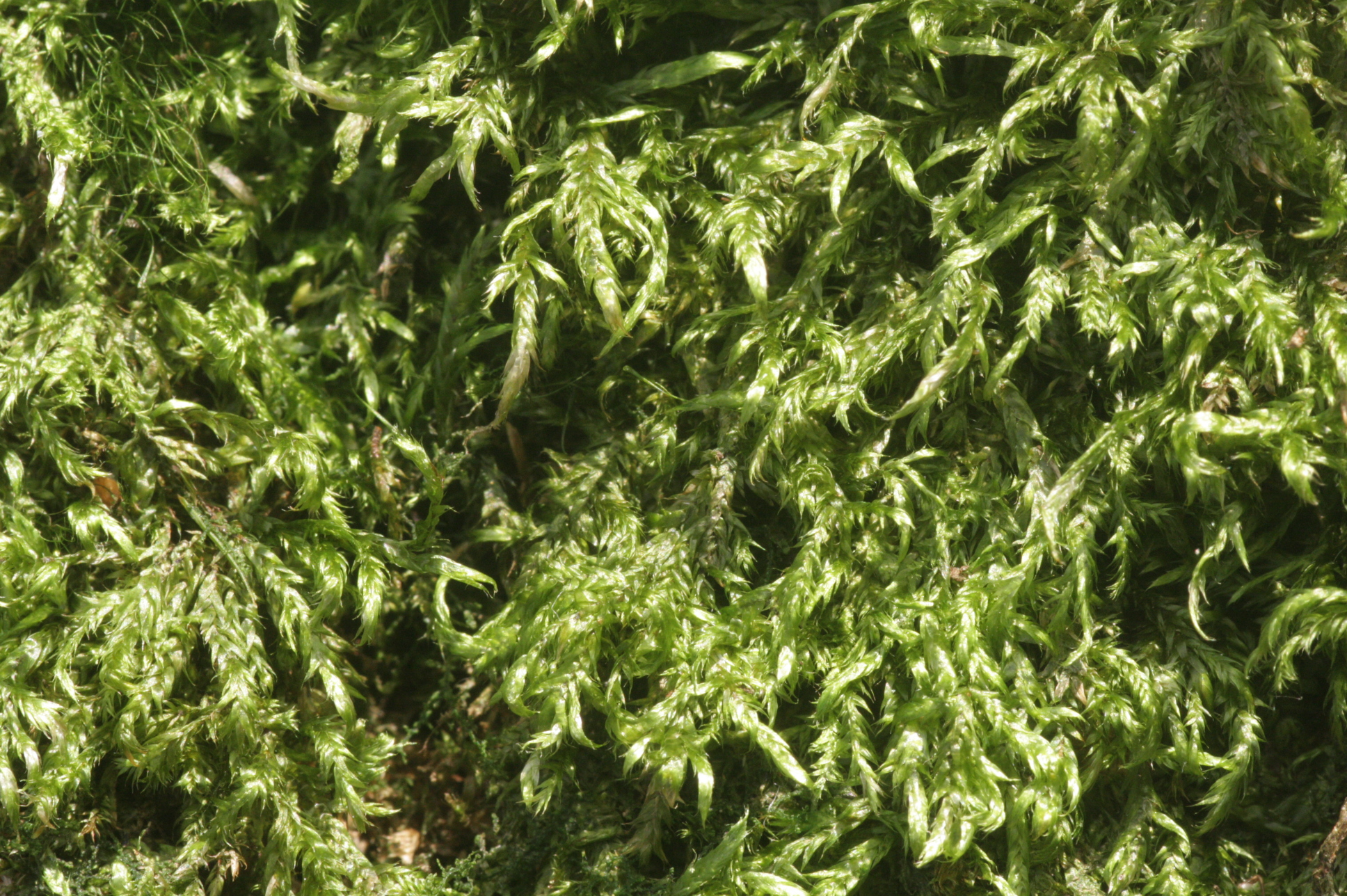
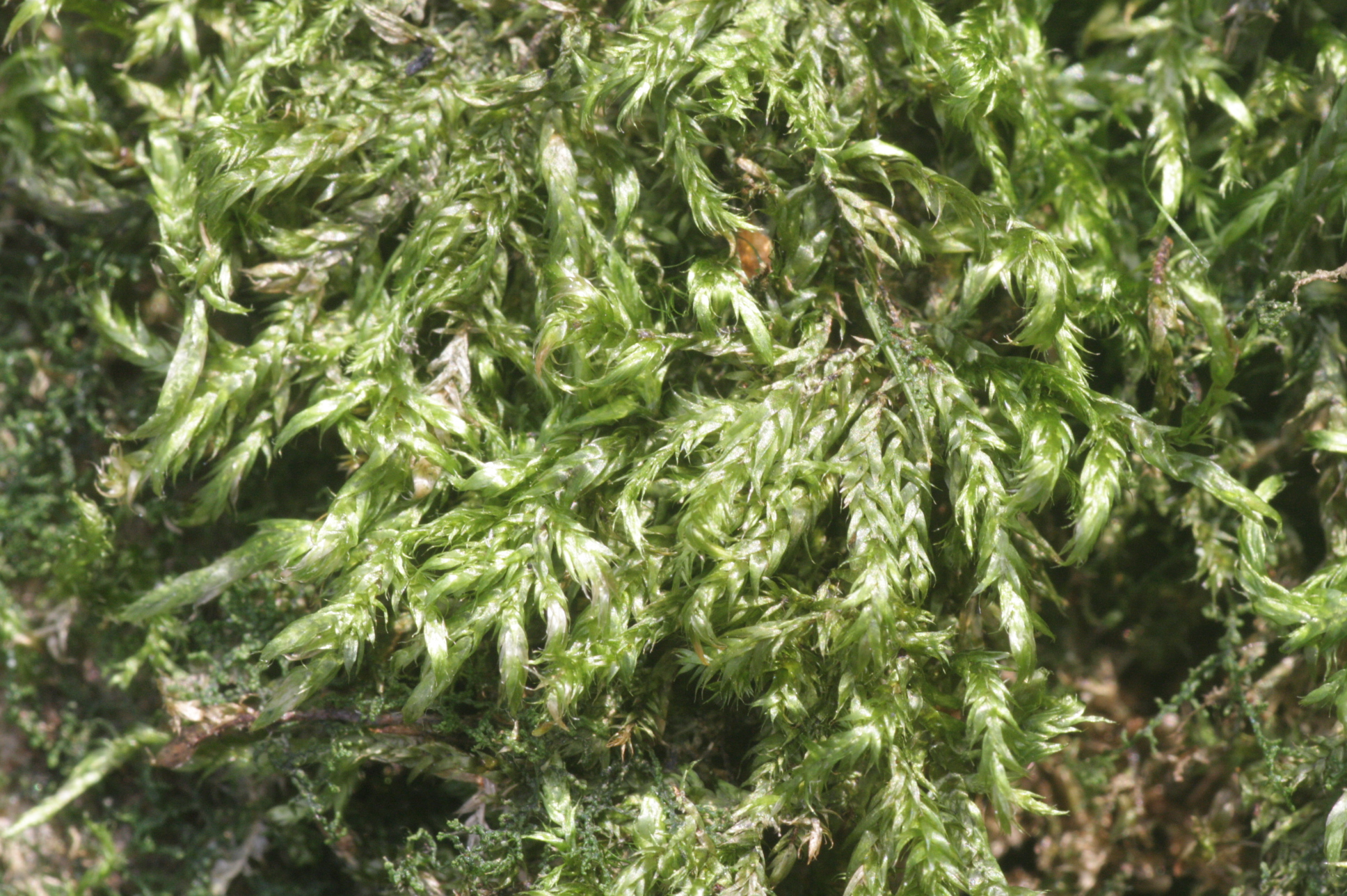
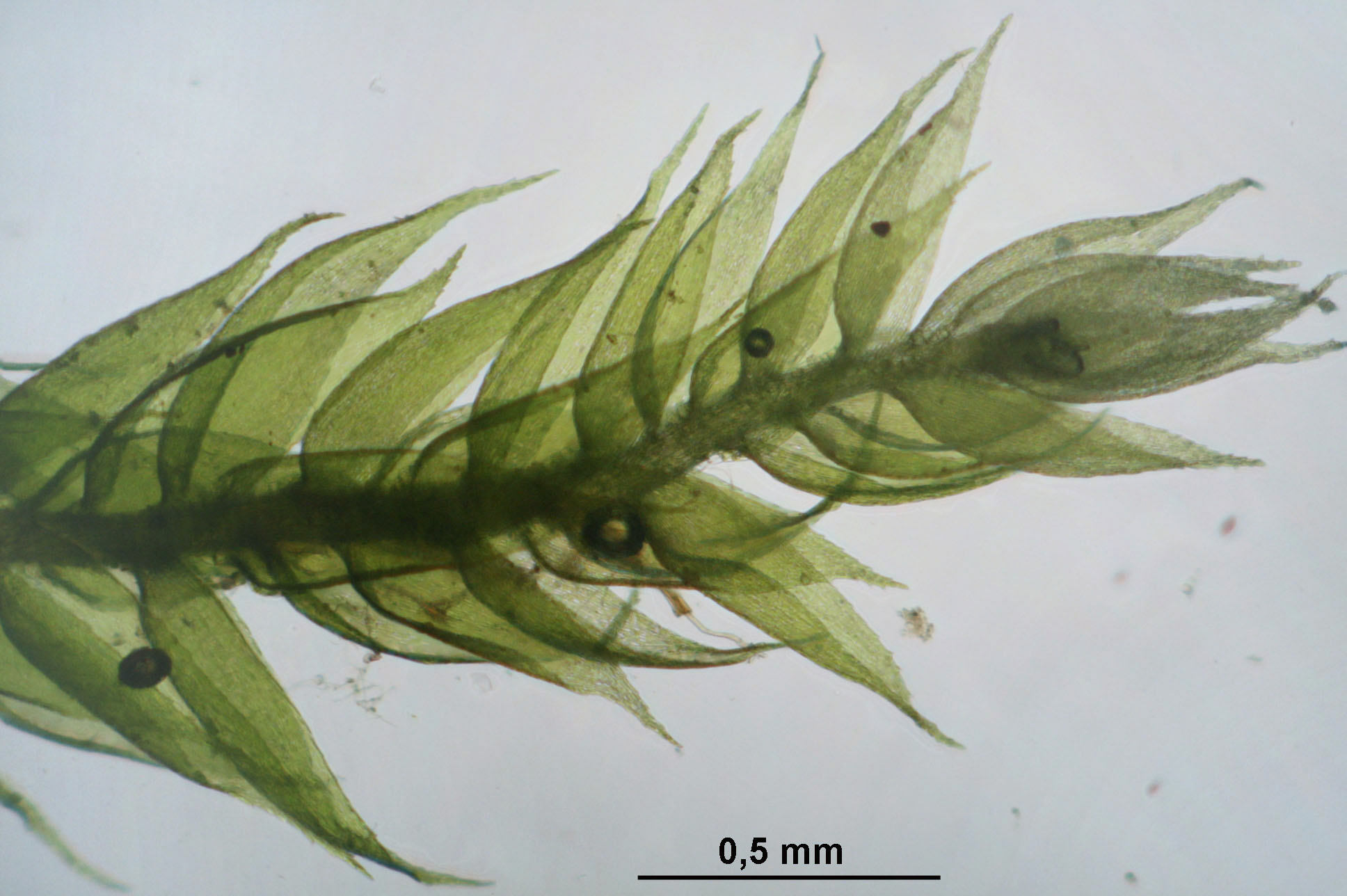
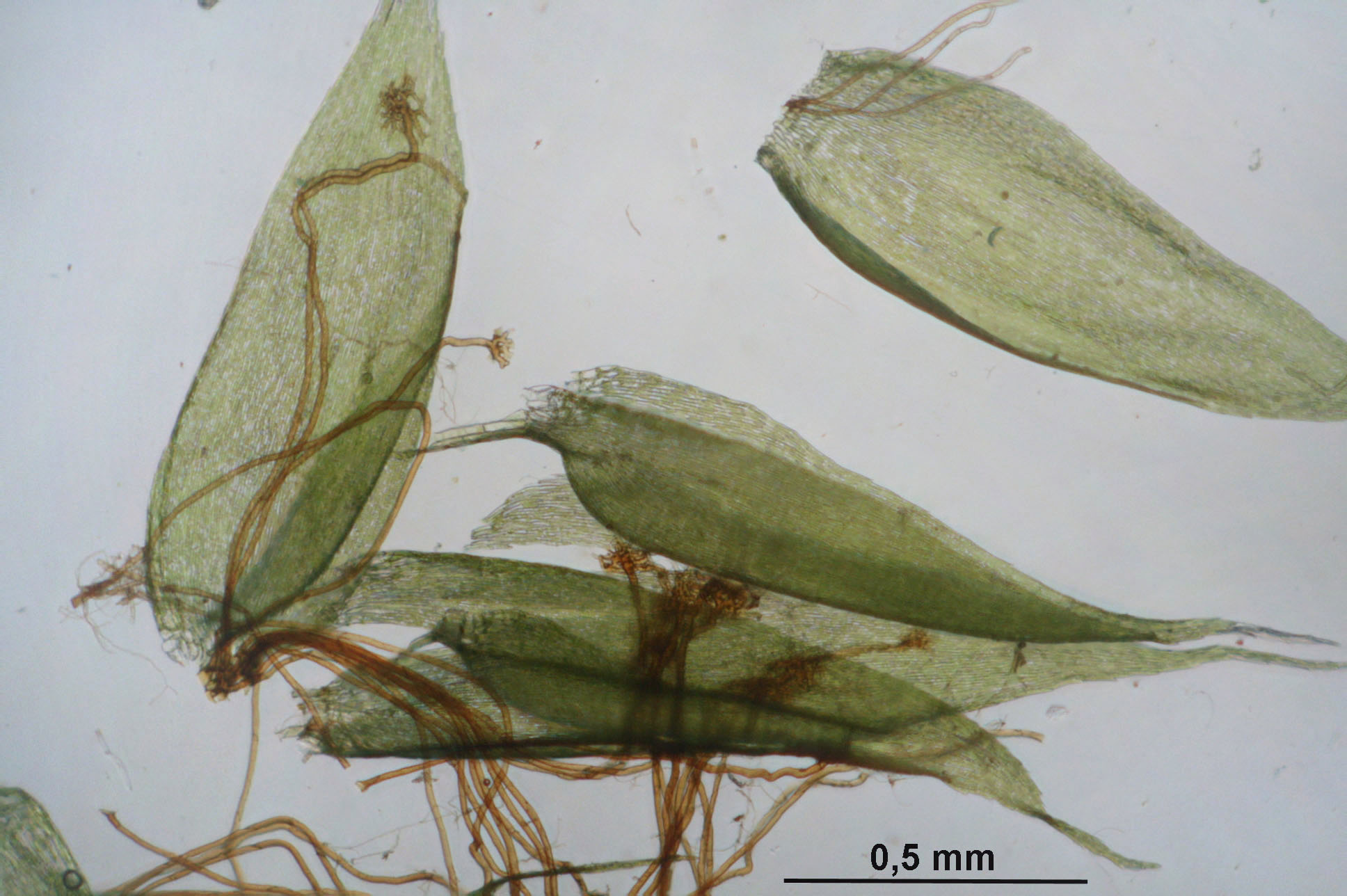